# Bêth Ramman
Bêth Ramman (aussi connu sous le nom de Bêth Waziq, Barimma, Ba Rimma, Beth Rimmon, et Bawazidj), en Irak actuel, est le nom d'un diocèse d'origine syrienne fondé au Ve siècle PCN à Mahozé d'Awéran. À la fin du VIIe siècle, il fut transféré à Bêth Waziq, une cité située sur la rive droite du Petit Zab, à qui la conquête arabe avait donné de l'importance. Ce diocèse était suffragant du métropolite de Tagrit,. Bêth Ramman est également le nom d'un évêché syrien de confession monophysite. Il fut fondé en 628 de notre ère, lorsque la secte jacobite de l'Église perse fut réorganisée. La diversité des noms que l'on peut trouver vient du fait que la ville de Bêth Ramman résulte de la fusion de plusieurs agglomérations, mais également du fait que Bêth Ramman recouvre plusieurs réalités différentes (ville, diocèse et évêché).

## Localisation
Bêth Ramman se situait au confluent du Tigre et du petit Zab, asséché aujourd'hui. De nos jours, l'ancien diocèse fait partie de la province irakienne de Ninawa dont le chef-lieu est la ville de Mossoul, bâtie sur les ruines de la cité antique de Ninive.

## Diocèse

### Fondation
Au début de notre ère, le diocèse de Bêth Ramman fut fondé à Mahozé d'Awéran, au sud du petit Zab. Son existence est attestée dès l'année 410 de par la présence de l'évêque Jean. L'évêque Narsaï y fut également présent, en 554. Entre 661 et 680, le siège du diocèse fut transféré de Mahozé d'Awéran à Bêth Waziq (Bêth Ramman) dont l'importance augmenta après la conquête arabe. Un siècle plus tard, en 798, la ville de Mahozé d'Awéran fut détruite. Les deux derniers évêques connus de la ville auraient été Sahdona (un écrivain) et Mar Sawa (son successeur).

### Évêques
Le premier évêque connu ayant officié à Bêth Waziq (Bêth Ramman) fut Jean le Médecin. Il y arriva en 661 et il y fut déposé à la suite d'une affaire de mœurs en 680. Ensuite, nous savons que Jean l'Alchimiste (731-740, sous Péthion), Elisée de Bêth 'Awe (vers 750) et Georges de Bêth 'Awe (vers 800), entre autres, y officièrent. Entre 963 et 986, sous Awdisho Ier, le diocèse fut placé sous la juridiction de catholicos, des patriarches de confession monophysite.

### Al-Sin et Bêth Ramman
Entre le Xe  et le  XIIe siècle, la cité de Bêth Ramman donna son nom au diocèse dont elle était l'évêché. Au cours du XIe siècle, elle fut unie à la ville d'Al-Sin, avant d'en être séparée un siècle plus tard. 
Le premier évêque du siège conjoint de Bêth Ramman et d'Al-Sin fut Étienne, entre 1064 et 1072. En 1090, son successeur, Abd Al-Masih démissionna et fut remplacé par Abu' Ali Ibn Tahir qui réunifia les deux sièges ecclésiastiques. 
Entre 1176 et 1190, Al-Sin et Bêth Ramman sont de nouveau désunies. L'évêque Narsaï est placé à la tête de cette dernière en 1225. L'auteur Shlémun de Prath Mayshan lui dédia son Livre de l'abeille. Les successeurs de Narsaï furent, entre autres, Simon en 1257 et Brikhisho' en 1265. Le dernier évêque du lieu fut Jean, en 1318, et ce jusqu'à la disparition de la ville quelques années plus tard.

## Évêché
La ville de Bêth Ramman (ou Bêth Waziq, Ba Rimma, Bêth Rumana), anciennement Bêth Kiyonayé, fut probablement située à Al-Fatha. Elle donna son nom au diocèse dont elle fut l'évêché durant plusieurs siècles. Son premier évêque était Zéna, nommé entre 614 et 624. Ses successeurs furent, entre autres, Grégoire et Sévère Moïse Bar Kipha, nommé en 863. Le dernier évêque connu de Bêth Ramman fut Michel Mukhlis, qui fut nommé en 1277 par Bar Hébraeus.
L'éveché fut probablement fondé par Athanase, qui souhaitait établir des sièges chrétiens dans l'Empire Perse. L'évêché de Bêth Ramman était de confession monophysite, c'est-à-dire que les croyants reconnaissaient le Christ comme ayant une seule nature après l'incarnation. Ces croyants monophysites étaient principalement présents en Égypte et en Syrie. La foi monophysite naquit en Égypte, où elle fut prêchée par un prêtre nommé Eutychès, en réaction au nestorianisme. En 451, le Concile de Chalcédoine condamna les thèses monophysites. Il devait mettre fin aux querelles dogmatiques, causées notamment par les Nestoriens, et aux questions de christologie. Le manque d'efficacité de ce Concile entraina une rapide conversion des chrétiens d'Orient à l'Islam. En 576, les monophysites se rassemblèrent sous la doctrine de Jacques Baradée, ce qui leur valut le nom de jacobites,.

## Individus d’intérêt

### Athanase
Athanase est le fondateur supposé de l'évêché de Bêth Ramman. Il fut patriarche jacobite de 595 à 630. Il s’occupa grandement de la propagation de la foi jacobite dont il rétablit la hiérarchie ecclésiastique dans les provinces de l’Est. Il naquit vers 295 et fut diacre en 319 avant de devenir évêque d'Alexandrie, en Égypte, en 328. Il s'investit particulièrement pour placer Alexandrie à la tête de l'Église égyptienne, rendant également la doctrine monophysite dominante au sein de la chrétienté d'Égypte. Il combattit aussi beaucoup les thèses du prêtre Arius. Enfin, il écrivit un récit hagiographique : la Vie d'Antoine.  

### Moïse Bar Kipha
Moïse Bar Kipha fut évêque des diocèses de Mossoul, Bêth Kiyonaya et Bêth Ramman, sous le nom de Sévère (Severos). Il mourut le 12 février 903 à l'âge de 90 ans. Il fut évêque durant 40 ans. 
Il fut aussi un auteur de littérature herméneutique. De plus, il occupa une place importante, de par sa dévotion, dans le développement de l’exégèse de la Syrie occidentale. Il fut en effet le premier à se lancer dans une large étude dans ce domaine. Son principal exploit fut de donner un but et une substance à cette exégèse tout en conservant une perspective historique.

### Grégoire de Bêth Ramman
Grégoire de Bêth Ramman fut un évêque monophysite. Il se rendit dans l'Empire romain d'Occident afin de rencontrer Athanase pour lui demander d'ordonner des évêques pour la région orientale de l'Empire. Cela lui fut refusé à la suite du Concile de Nicée,.